# USS Muir (DE-770)
USS Muir (DE-770) là một tàu hộ tống khu trục lớp Cannon từng phục vụ cùng Hải quân Hoa Kỳ trong Chiến tranh Thế giới thứ hai. Nó là chiếc tàu chiến duy nhất của Hải quân Hoa Kỳ được đặt cái tên này, theo tên Trung úy Hải quân Kenneth Hart Muir (1916-1942), người chỉ huy đội vũ trang bảo vệ cho tàu buôn SS Nathaniel Hawthorne, đã tử trận khi chiếc tàu buôn bị tàu ngầm U-boat Đức đánh chìm trong biển Caribe vào ngày 7 tháng 11, 1942 và được truy tặng Huân chương Chữ thập Hải quân. Nó đã phục vụ cho đến khi chiến tranh kết thúc, xuất biên chế năm 1947, rồi được chuyển cho Hải quân Cộng hòa Hàn Quốc năm 1956, và tiếp tục phục vụ như là chiếc ROCS Kyongki (F-71) cho đến năm 1977. Con tàu sau đó được chuyển cho Philippines để tháo dỡ làm nguồn phụ tùng.

## Thiết kế và chế tạo
Lớp Cannon có thiết kế hầu như tương tự với lớp Buckley dẫn trước; khác biệt chủ yếu là ở hệ thống động lực Kiểu DET (diesel electric tandem). Các động cơ diesel đặt nối tiếp nhau dẫn động máy phát điện để cung cấp điện năng quay trục chân vịt cho con tàu. Động cơ diesel có ưu thế về hiệu suất sử dụng nhiên liệu, giúp cho lớp Cannon cải thiện được tầm xa hoạt động, nhưng đánh đổi lấy tốc độ chậm hơn.
Vũ khí trang bị bao gồm ba pháo 3 in (76 mm)/50 cal trên tháp pháo nòng đơn có thể đối hạm hoặc phòng không, một khẩu đội pháo phòng không Bofors 40 mm nòng đôi và tám pháo phòng không Oerlikon 20 mm. Vũ khí chống ngầm bao gồm một dàn súng cối chống tàu ngầm Hedgehog Mk. 10 (có 24 nòng và mang theo 144 quả đạn); hai đường ray Mk. 9 và tám máy phóng K3 Mk. 6 để thả mìn sâu. Con tàu vẫn giữ lại ba ống phóng ngư lôi Mark 15 21 inch (533 mm). Thủy thủ đoàn đầy đủ bao gồm 15 sĩ quan và 201 thủy thủ.
Muir được đặt lườn tại xưởng tàu của hãng Tampa Shipbuilding Company ở Tampa, Florida vào ngày 1 tháng 6, 1943. Nó được hạ thủy vào ngày 25 tháng 5, 1944, được đỡ đầu bởi bà Witten H. McConnochie, chị Trung úy Muir, và nhập biên chế cùng Hải quân Hoa Kỳ vào ngày 30 tháng 8, 1944 dưới quyền chỉ huy của Hạm trưởng, Thiếu tá Hải quân Theodore Arthur O'Gorman.

## Lịch sử hoạt động

### USSMuir
Sau khi hoàn tất việc chạy thử máy tại vùng biển phụ cận Bermuda, Tây Ấn, Muir hoạt động như một tàu huấn luyện tại vùng hạ lưu vịnh Chesapeake từ ngày 16 tháng 11 cho đến tháng 12, 1944. Nó lên đường vào ngày 9 tháng 12 để hộ tống một đoàn tàu vận tải vượt Đại Tây Dương để hướng sang Châu Âu, đi đến ngoài khơi Gibraltar vào ngày 26 tháng 12, bắt đầu giai đoạn gần một năm hoạt động hộ tống vận tải từ vùng bờ Đông Hoa Kỳ đến các cảng Địa Trung Hải. Con tàu cũng phục vụ trong thành phần Đội đặc nhiệm 22.13, một đội tìm-diệt tàu ngầm, hoạt động tuần tra dọc các tuyến đường hàng hải để chủ động tìm và diệt tàu ngầm U-boat Đức Quốc xã. Vào giai đoạn chiến tranh tại Châu Âu sắp kết thúc, chiếc tàu hộ tống khu trục hoạt động cùng Lực lượng Đặc nhiệm 63 tại Bắc Đại Tây Dương, nhằm ngăn chặn những nỗ lực đánh phá tàu buôn Đồng Minh sau cùng của tàu ngầm Đức.
Khi Đức Quốc xã chấp nhận đầu hàng vào ngày 8 tháng 5, 1945, Muir cùng đội đặc nhiệm của nó bắt đầu tìm kiếm tàu ngầm Đức để tiếp nhận sự đầu hàng của đối thủ. Vào ngày 10 tháng 5, nó cùng tàu hộ tống khu trục Carter (DE-112) tiếp cận tàu ngầm U-858 trong hoàn cảnh sương mù dày đặc. U-858 được bàn giao cho hai tàu hộ tống khác để áp giải về một cảng Hoa Kỳ, và đã chính thức đầu hàng tại Lewes, Delaware vào ngày 14 tháng 5. Đến ngày 17 tháng 5, nó cùng tàu hộ tống khu trục chị em Sutton (DE-771) tiếp nhận đầu hàng chiếc tàu ngầm U-234, vốn đang trên đường vận chuyển các sĩ quan cao cấp Không quân Đức và chuyên gia kỹ thuật vũ khí cùng nhiều bí mật kỹ thuật và thậm chí quặng Uranium làm giàu đi sang Nhật Bản; họ áp giải U-234 đi Portsmouth, New Hampshire, đến nơi hai ngày sau đó.
Muir tiếp tục đi đến thành phố New York và thả neo tại đây vào ngày 20 tháng 5. Nó đi xuống phía Nam sau đó, và từ ngày 14 tháng 6 bắt đầu hoạt động ngoài khơi Mayport, Florida, tham gia cùng tàu sân bay hộ tống Guadalcanal (CVE-60) để hoạt động huấn luyện chuẩn nhận phi công hoạt động trên tàu sân bay, cho đến khi Nhật Bản chấp nhận đầu hàng vào ngày 15 tháng 8, giúp kết thúc chiến tranh tại Viễn Đông. Nó rời Mayport vào ngày 27 tháng 8 để đi đến Xưởng hải quân Charleston, Charleston, South Carolina, đến nơi một ngày sau đó.
Sau khi tham gia các lễ hội nhân Ngày Hải quân tại Houston, Texas vào ngày 27 tháng 10, Muir dành riêng tháng 11 và tháng 12 cho hoạt động thử nghiệm SOFAR, một kỹ thuật định vị để tìm kiếm giải cứu tầm xa trên biển. Sang tháng 3, 1946, từ căn cứ Norfolk, Virginia, con tàu hoạt động cùng Lực lượng Thử nghiệm và Đánh giá Tác chiến cho đến cuối năm 1947. Chiếc tàu hộ tống khu trục được cho xuất biên chế vào tháng 9, 1947 và được đưa về thành phần dự bị tại Green Cove Springs, Florida, trực thuộc Hạm đội Dự bị Đại Tây Dương.

### ROKSKyongki
Sau hơn tám năm bị bỏ không trong hạm đội dự bị, con tàu được chuyển cho Hàn Quốc tại Xưởng hải quân Boston vào ngày 2 tháng 2, 1956, trong khuôn khổ Chương trình Viện trợ Quân sự. Tên nó được cho rút khỏi danh sách Đăng bạ Hải quân Hoa Kỳ vào ngày 15 tháng 11, 1974, và con tàu phục vụ cùng Hải quân Cộng hòa Hàn Quốc như là chiếc ROKS Kyongki (F-71) cho đến khi ngừng hoạt động vào ngày 28 tháng 12, 1977. Nó được kéo đến Philippines để tháo dỡ làm nguồn phụ tùng cho các tàu còn hoạt động.

## Phần thưởng
Nguồn: Navsource Naval History
|  |  |  |

| Huân chương Chiến dịch Hoa Kỳ | Huân chương Chiến dịch Châu Âu-Châu Phi-Trung Đông | Huân chương Chiến thắng Thế Chiến II |